# Bitva u Platají
Bitva u Platají v létě 479 př. n. l. byla jednou z klíčových bitev řecko-perských válek. Spojená řecká vojska Sparty, Athén a jejich spojenců v ní rozhodným způsobem porazila perskou armádu (a její řecké spojence) vedenou příbuzným krále králů Xerxa I., Mardoniem, a odsoudila tak k nezdaru snahu Peršanů podmanit si evropské řecké městské státy.

## Historické pozadí

Mapa první a druhé řecko–perské války

Po porážce v námořní bitvě u Salamíny v září 480 př. n. l. se perský král Xerxés stáhl s velkou částí armády z řeckého území a v oblasti ponechal jen silné vojsko vedené Mardoniem, s příkazem, aby se počátkem příštího roku pokusilo znovu podniknout útok na jih. Mardonios se nejprve pokoušel využít sporů mezi Athénami a Spartou, ale s nevalným úspěchem – výsledkem nicméně bylo již druhé vyplenění Athén během necelého roku. Řekové se nyní opět sjednotili a rozhodli se čelit perskému nepříteli s využitím všech dostupných sil.

## Síly stran a postavení

### Peršané a spojenci

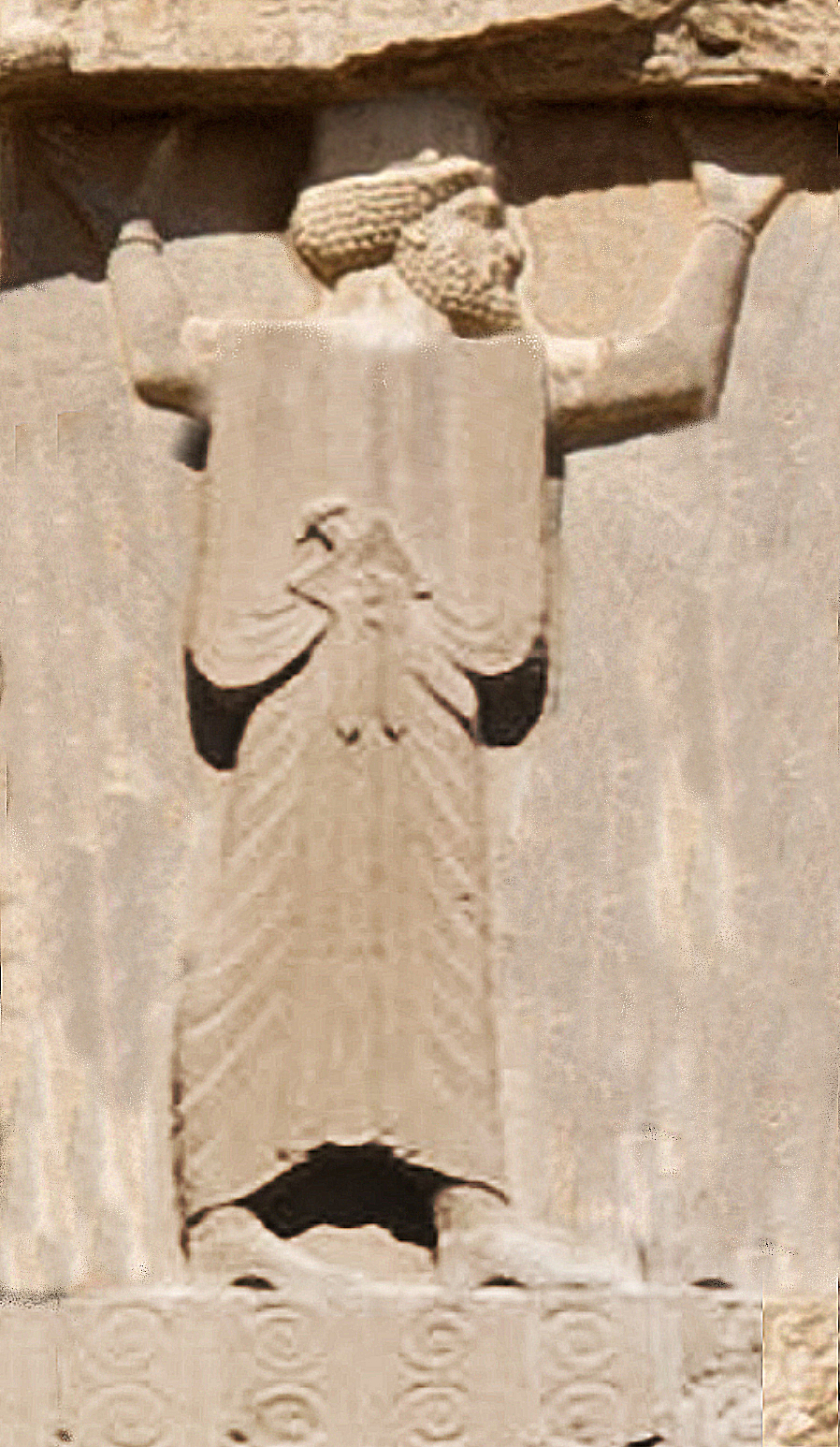
Peršané
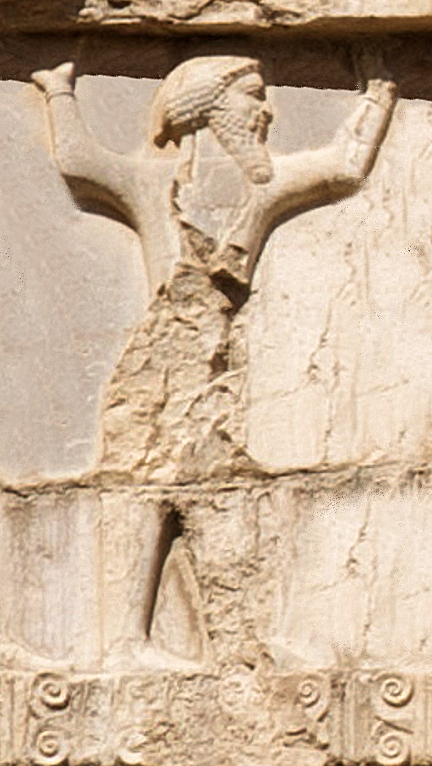
Médové
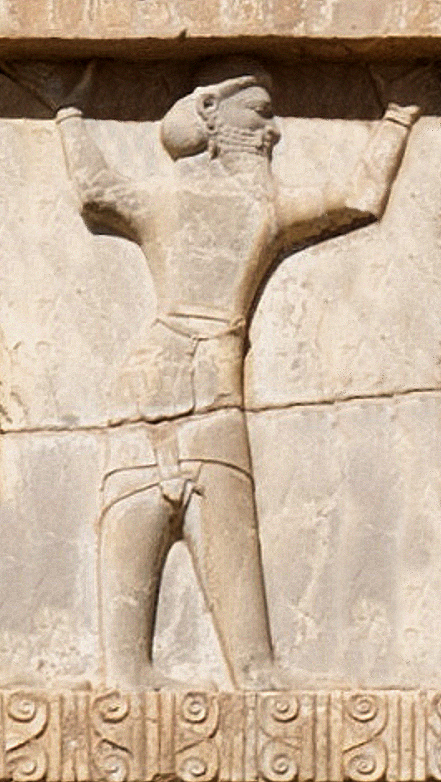
Baktrové
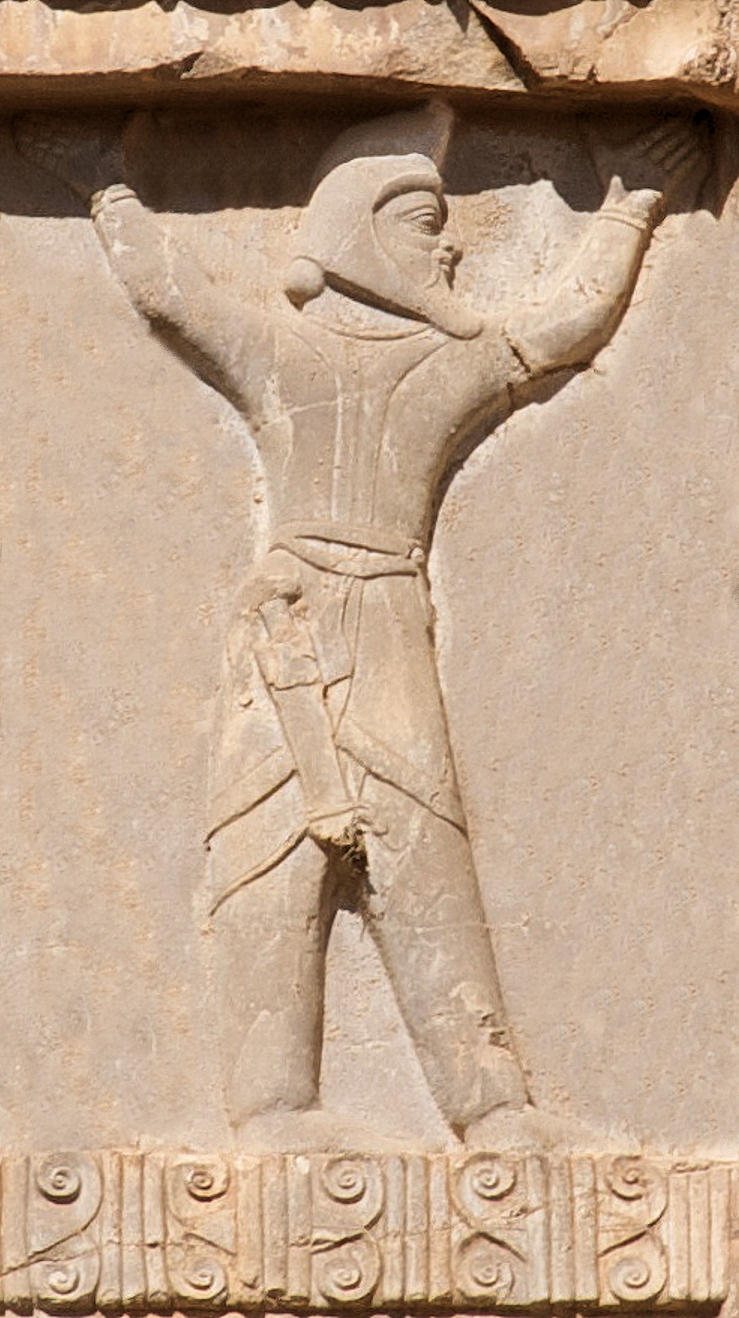
Sakové
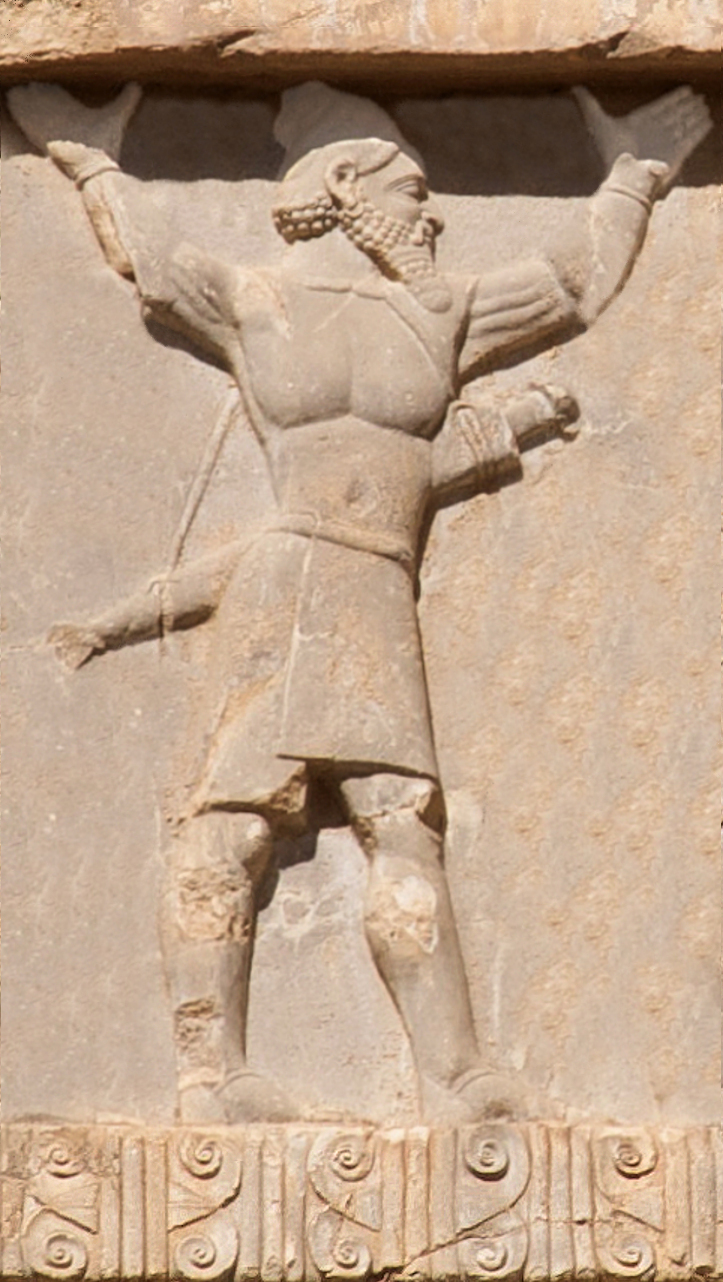
Indové

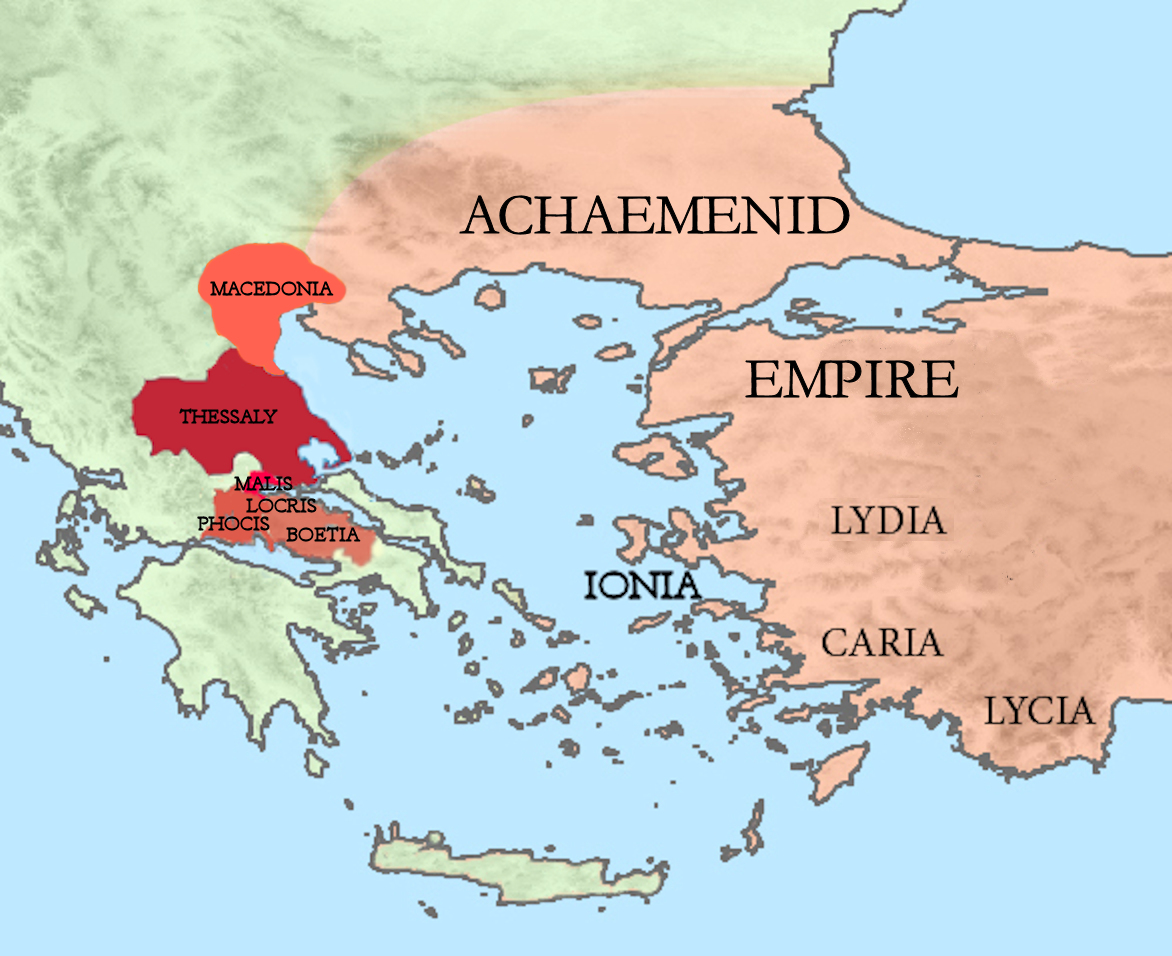
Perská říše a její řečtí spojenci

Mardoniova armáda s řeckými spojenci byla v počtu okolo 50–60 tisíc mužů (Hérodotos uvádí až 300 tisíc, ale jeho údaje jsou obvykle velmi nadnesené) si vybudovala opevněný tábor při řece Asopos. Perská armáda se skládala z mnoha národností Achaimenovské říše, vedle tradičních Peršanů a Médů zde byli zastoupeni také další národy, zejména Baktrové, Indové, Sakové, Thrákové, menší oddíly různých národů z Malé Asie, Egypťanů a Etiopijců. Perské síly byly navíc posíleny o velký počet řeckých spojenců, který bylo 20 tisíc mužů, byli mezi nimi zejména Bojóťané, Thébané, Thesálci, Makedonci a další. 

### Řecká strana
Řekové vedení Sparťanem Pausaniem se usadili na úpatí pohoří Kithairon. Základ jejich armády tvořilo pravděpodobně 5 000 spartských hoplítů, 8 000 Athéňanů, menší kontingenty Korinťanů, Megařanů a Sikyónu, malá skupinka Tegejců. K tomu pak ještě menší falangy z různých poleis a pomocné sbory včetně spartských perioiků a heilótů – odhadem přibližně 38 tisíc mužů. Snad poprvé se spojily všechny hašteřící městské státečky.
Již předem bylo jasné, že Sparťané zaujmou tzv. „pozici cti“ na pravém křídle, a to nejen jakožto ocenění za hrdinnou obranu Thermopyl. Pozice cti byla považována za nejdůležitější místo ve falanze: hoplít měl štít na levé ruce a kryl tak bojovníka nalevo. Ovšem řady úplně na pravém kraji neměly krytí od nikoho a být zde vyžadovalo velikou odvahu a znamenalo zároveň i velkou čest. Udatnost zde postavených válečníků rozhodovala často o osudu celé falangy. Vedle Sparťanů stáli Athéňané, dále Tegejci, nicméně všechna řazení a přesuny nejsou z historických materiálů úplně jasné. Tak jako tak, postavení Řeků bylo co se týče defenzívy vynikající. Zaujaté obranné pozice skýtaly těžko dosažitelný cíl pro soupeřovu pěchotu a prakticky nemožný pro jízdu, hlavní zbraň perské armády. Nastala patová situace. Jestliže Mardonios nemohl zaútočit na držené pozice Řeků, Pausaniás se oprávněně obával střetu na planině, kde by mobilní kavalerie mohla pomalou falangu vymanévrovat. Navíc Řekům přicházely další posily z polis a neměli tudíž důvod ke spěchu.

## Průběh bitvy

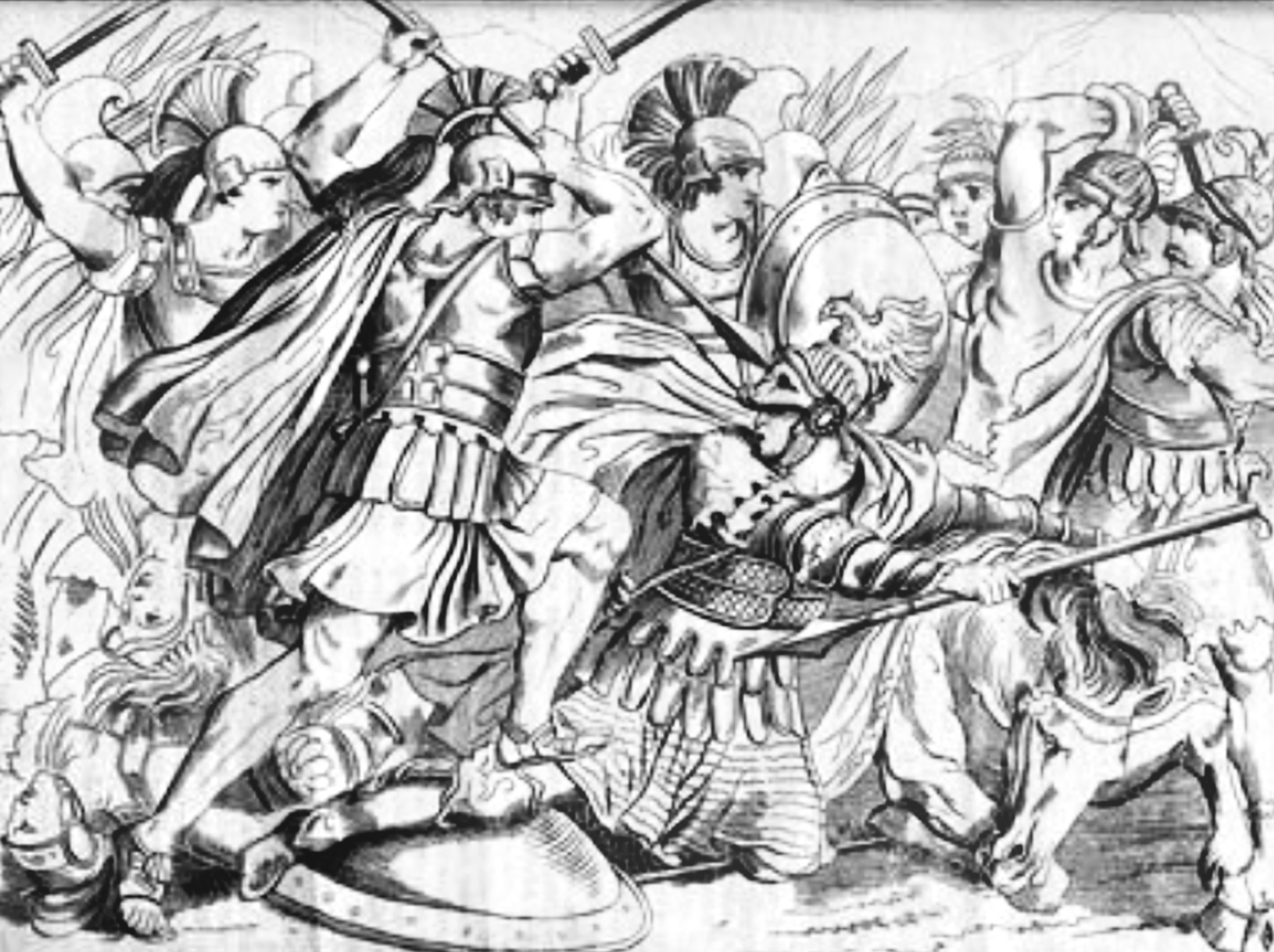
Mesistiova smrt (v úvodní fázi bitvy)

K úvodnímu střetu došlo chybou v řazení řeckých sil, když se oddíl Megařanů dostal do zranitelné pozice. Mardonios to zaregistroval a vyslal kavalerii vedenou Mesistiem, která zasypala Megařany mrakem šípů a značně zredukovala jejich počet. Úplnému masakru zabránili athénští lučištníci reagující na zoufalé volání o pomoc tím, že začali ostřelovat odkryté Peršany. Poté boj ustal. Jeho výsledkem bylo mnoho mrtvých Megařanů, zabitý Mesistios a také zjištění, že Pausaniás se svými jednotkami jen těžko může z kopce sestoupit.

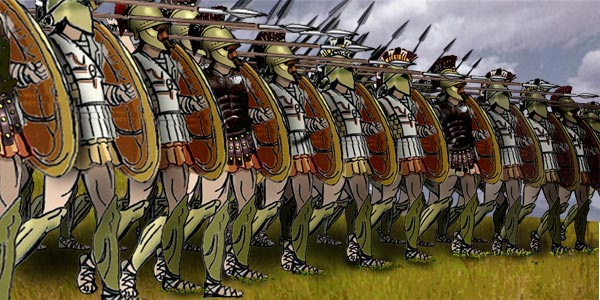
Moderní interpretace falangy

V další fázi střetnutí došlo k taktickému formování armád na obou stranách. Sparťané stáli proti elitním perským jednotkám, athénské falangy proti nepřátelským hoplítům z Théb a Bojótie, Korinťané a vojáci z ostatních polis o trochu více vzad proti vojevůdci Artabazovi a jeho Baktrijcům. V napjatém klidu před bouří Mardonios nechal alespoň ostřelovat řecké pozice z větší dálky, ale tato činnost byla spíše symbolická, každopádně vojensky v podstatě neúčinná. Početnější Peršané by sice byli schopni na obou křídlech obkličovat Řeky, ale ne ve stávající situaci. Slabinou jinak dobré pozice Helénů byla ovšem závislost na dodávkách vody ze vzdáleného pramene. Mardonios to odhalil a vytrvalým napadáním zásobovacích vozů začal Pausania zahánět do úzkých.

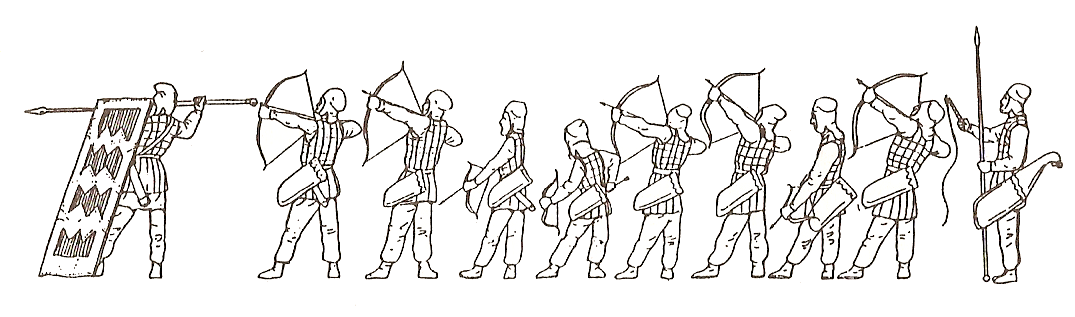
Obvyklá formace perské pěchoty

Dvanáctého dne se stala situace pro Řeky neúnosnou. Bez zásobování by se nebyli schopni udržet. To byl důvod rozkazu, aby se v noci stáhla vojska postupně po oddílech k městu Plataje, kde byla možnost získat potřebný zdroj vody. Jako poslední měli odejít Sparťané s Tegejci. Celý manévr však nebyl dostatečně rychlý, a tak za úsvitu třináctého dne spatřil Mardonios poslední Řeky opouštějící své pozice. Pravděpodobně se domníval, že protivníkovu armádu rozbila řevnivost mezi jednotlivými polis. Okamžitě zareagoval, bleskurychle překročil most a vrhl se do nekompromisního útoku.

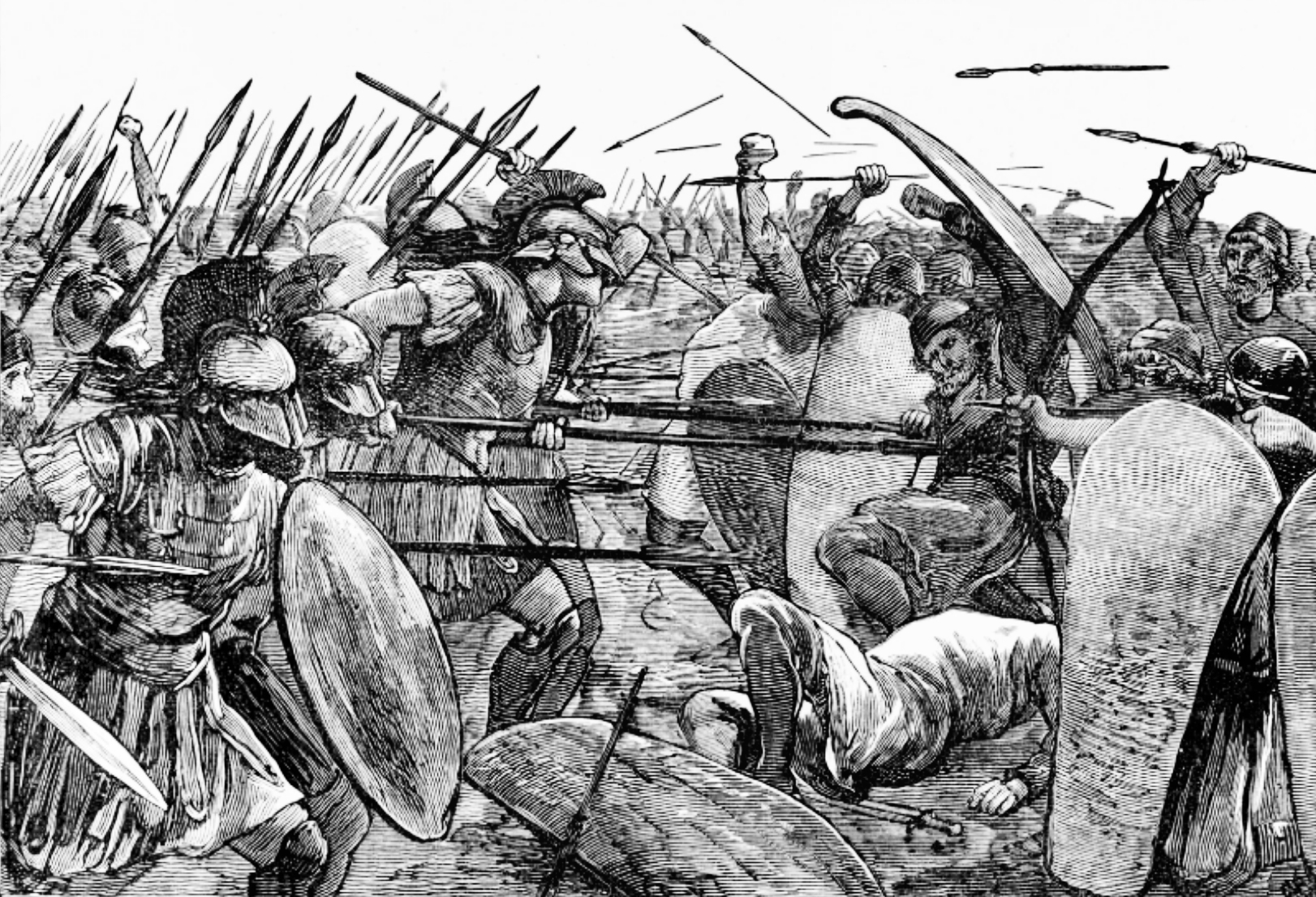
Střet Sparťanů s Peršany v bitvě u Platají

Sparťané reagující na nebezpečí v rychlosti srazili štíty s Tegejci a utvořili jednolitou falangu. Nebezpečí si všimli vzápětí i Athéňané a začali se vracet, stejně jako vzadu stojící Korinťané. Na Sparťany se nejdříve snesl mrak šípů, nicméně jejich zbroj a štíty je v první fázi ochránily. To už se ale na ně vrhala perská jízda i s osobní gardou Mardonia. Postupující athénská falanga se zaklínila v rovném boji s thébskou a nový střed, nyní korintský, byl pronikajícími Peršany zastaven za linií Sparty a Athén. Po dvou týdnech čekání se rozpoutal zuřivý a nemilosrdný boj, v němž měli Peršané zpočátku trumfy ve svých rukou.

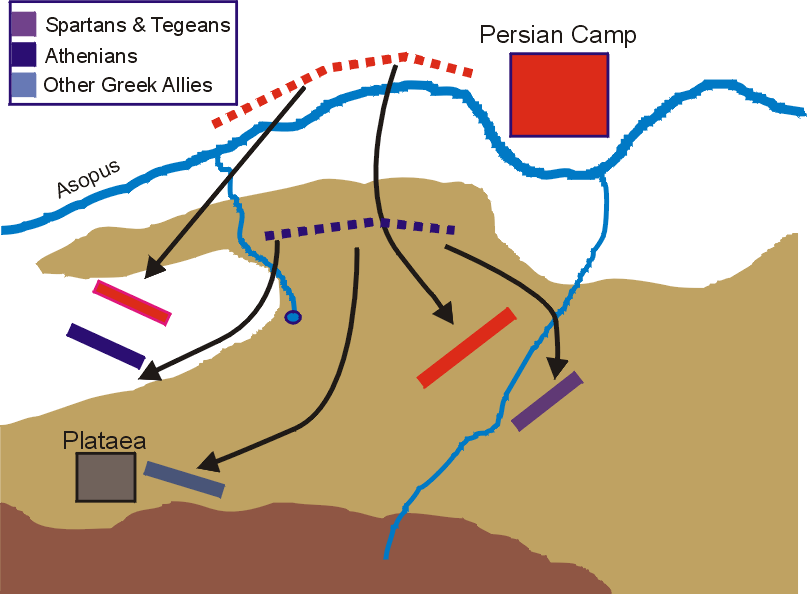
Schéma hlavní fáze bitvy: ústup Řeků a perská ofenzíva

Hlavní síla Peršanů se napřela do slabého středu protivníka, a ten začal logicky ustupovat. Silný spartský kontingent byl po bitvě, která zuřila celé ráno, oddělen od hlavního dění, a tak ustoupil zpět a vyčkával, neboť vinou terénu se nemohl účinně zapojit. Bezmocní Korinťané se propadali do hloubi pole, Athéňané byli rádi, že bojovali vyrovnanou bitvu proti silné thébské falanze. A pak nastal zlom. Není zcela jasné, jak k němu došlo, teorií nabízejí historikové povícero.

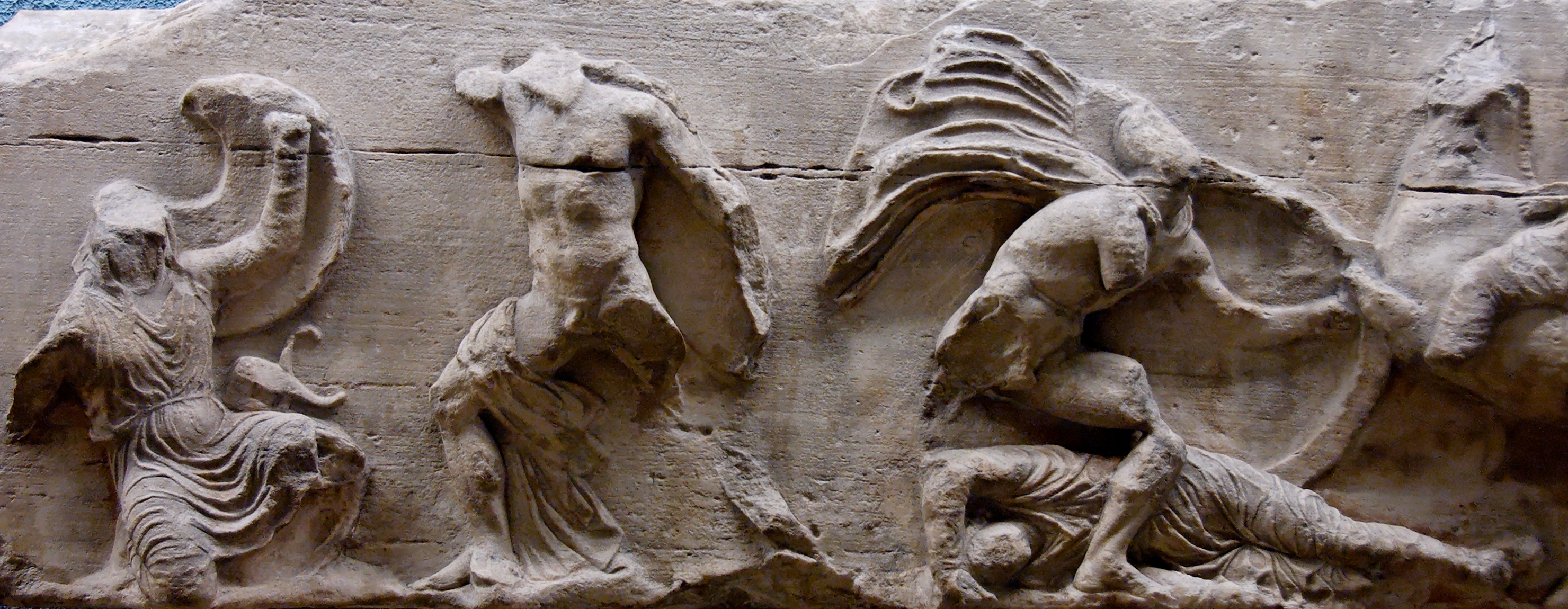
Bitva u Platají, reliéf z athénské akropole

Ve chvíli, kdy se hlavní elitní perský střed posunul ještě dále, prořídlý oddíl Tegejců, který byl vedle Sparťanů, se vyřítil do útoku na osobní gardu Mardonia. Do pohybu se dali i Sparťané. Když záložní oddíly perské těžké jízdy spatřily nebezpečí hrozící jejich veliteli, rozjely se na nepočetnou skupinku Tegejců. Jenomže narazily na pomalu pochodující falangy Sparťanů, kteří je s válečnou písní na rtech zastavili. Osobní garda Mardonia se sice obrátila proti postupujícím Tegejcům, ti se však se zarputilou zuřivostí probíjeli dál až k vrchnímu veliteli.

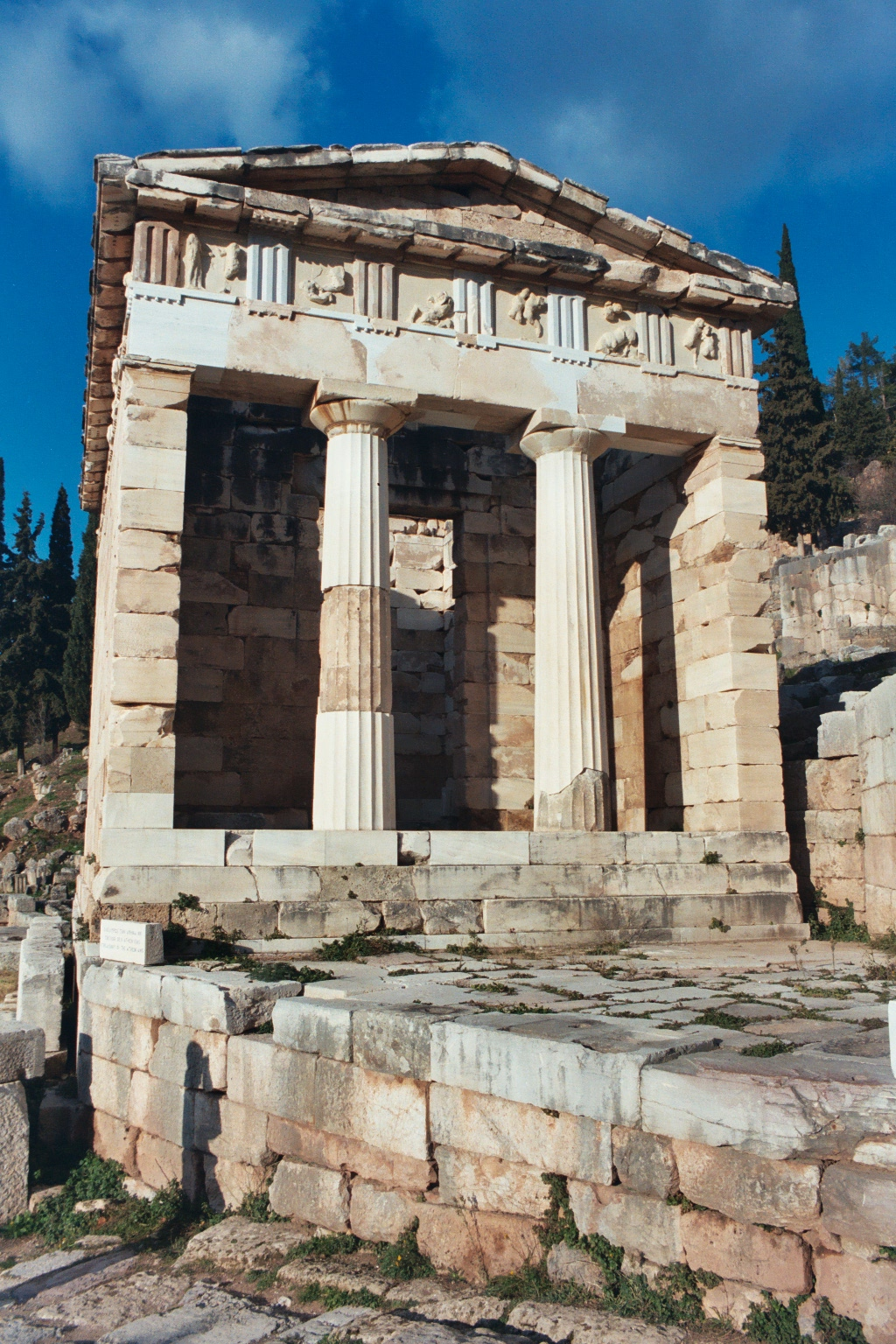
Athénská klenotnice v Delfách byla postavena z části nahromaděné kořisti

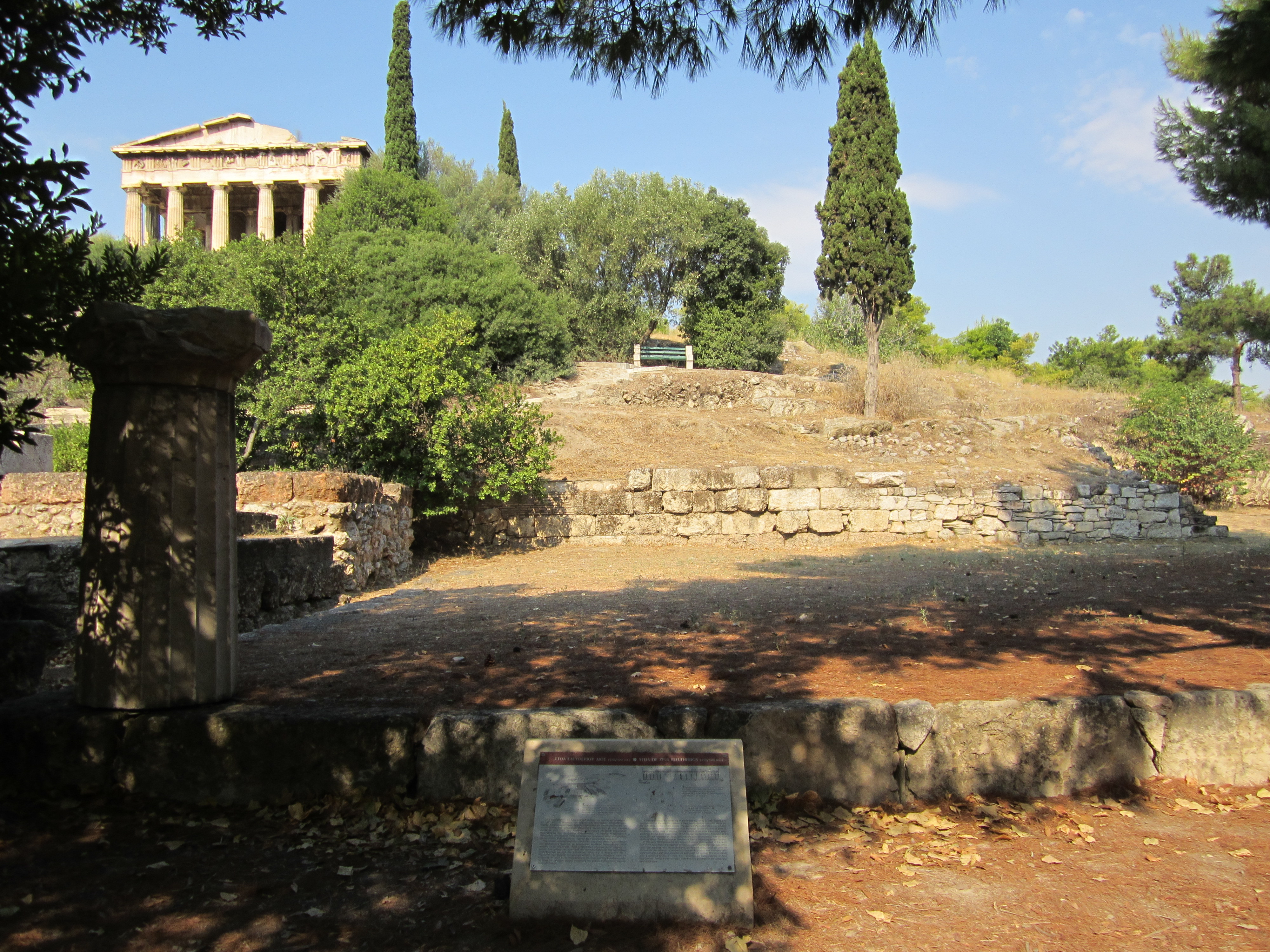
Diova stoa postavená po bitvě Athéňany v místě jejího konání

Zoufalí soupeři Sparťanů se marně snažili rozlomit neprostupnou hradbu falangy, což ocenil i jinak nekriticky prořecký Hérodotos. Médská zbroj neměla ovšem proti řeckým xifům šanci a byli to naopak Sparťané, kdo začal zatlačovat protivníka. Mezitím se jeden z posledních hoplítů tegejského oddílu probil až k Mardoniovi a usmrtil jej. V tu chvíli se vývoj zlomil definitivně. Peršané bez svého vůdce ztratili řád a začali podléhat panice. Jejich armáda se dala na ústup, jenž se rychle měnil v útěk, zvláště ve chvíli, kdy ke stažení zavelel i Artabazos, který jinak do bitvy vůbec nezasáhl – přestože měl k dispozici množství vojáků. I Korinťané, kteří již byli v prakticky beznadějném postavení a nebyli daleko od úplného chaosu, přešli do protiútoku, tím spíše Sparťané a zbytek Tegejců, který stál u zrodu zlomu. Nastal velký masakr, kterému kupodivu unikli Thébané, svádějící po celou dobu bitvy vyrovnaný souboj s Athéňany. Ačkoli ztráty Peršanů nejsou známy, byly nepochybně značné. Pozemní armáda krále Xerxa v Řecku byla zničena.